# 后髮座超星系團

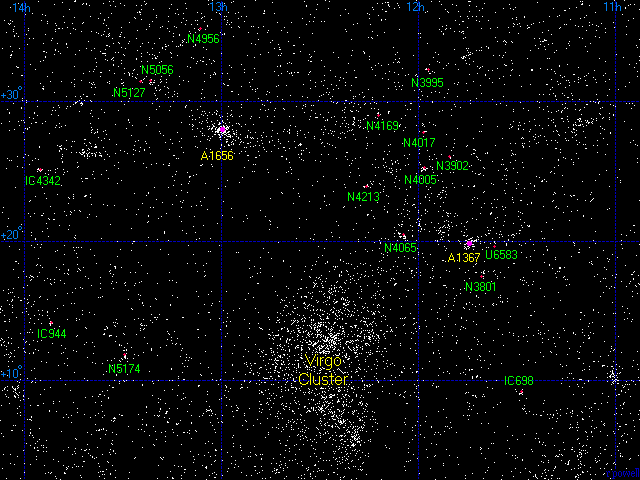
后髮座超星系團的圖。

后髮座超星系團是鄰近銀河的超星系團，擁有后髮座星系團（阿貝爾1656）和獅子座星系團 （阿貝爾1367）兩個星系團。后髮座超星系團距離地球大約3億光年，位於CfA2长城的中心，是最接近我們所在的室女座超星系團中的超星系團。他的外型大致是球形，直徑大約二千萬光年，包含3,000個以上的星系。它位於后髮座，是第一個被發現的超星系團，后髮座超星系團幫助天文學家了解宇宙的結構。